# Mount Ainslie
Der Mount Ainslie ist ein 843 Meter hoher Hügel in Australien. Er liegt auf dem Gebiet der Hauptstadt Canberra und ist Teil des Canberra-Naturparks. Er ist nach James Ainslie benannt, einem schottischen Siedler in der ersten Hälfte des 19. Jahrhunderts, der ein großes Grundstück im heutigen Stadtbezirk North Canberra besaß.

## Beschreibung

Befeuerungsanlage

Geologisch gesehen ist der Mount Ainslie ein erloschener Vulkan aus dem Silur-Zeitalter vor rund 425 Millionen Jahren. Er besteht überwiegend aus Dazit und Ignimbrit sowie kleineren Mengen an pyroklastischen Sedimenten und Tonschiefer. Der Aussichtspunkt auf dem Gipfel gehört zu den beliebtesten in Canberra und bietet ein 360°-Panorama auf die Stadt, den ländlichen Teil des Australian Capital Territory und weite Teile von New South Wales. Gemäß einem 1922 erschienenen Zeitungsartikel „bietet dieser Ausblick ein sich ständig veränderndes Vogelperspektiv- und Panoramabild der Gebäude und schönen Orte der Stadt sowie der lieblichen Ebenen, die sich im Norden an die Yass-Ebene anschließen.“ Auf dem Gipfel steht eine rotierende Befeuerungsanlage für den Luftverkehr zum Flughafen Canberra.
Mount Ainslie ist durch eine Straße und durch Wanderwege erreichbar. Der beliebteste Wanderweg führt von der Rückseite des Australian War Memorial hinauf zum Gipfel. Mehrere Gedenktafeln entlang des Weges erinnern an die Schlachten am Kokoda Track in Papua-Neuguinea während des Zweiten Weltkriegs. Etwa 200 Meter vom Gipfel entfernt befindet sich ein Steinbruch.
Der Gipfel markiert die nördlichste Stelle einer von Walter Burley Griffin geplanten Landachse, die sich durch die Stadtbezirke North Canberra und South Canberra erstreckt. Entlang dieser Achse liegen das Australian War Memorial und beide Parlamentsgebäude.